# Innoshima
Innoshima (因島市 Innoshima-shi?) a fost un municipiu din Japonia, prefectura Hiroshima. La 10 ianuarie 2006, municipiul Innoshima și orașul Setoda (din districtul Toyota) au fost alipite municipiului Onomichi.